# Amt Saarburg

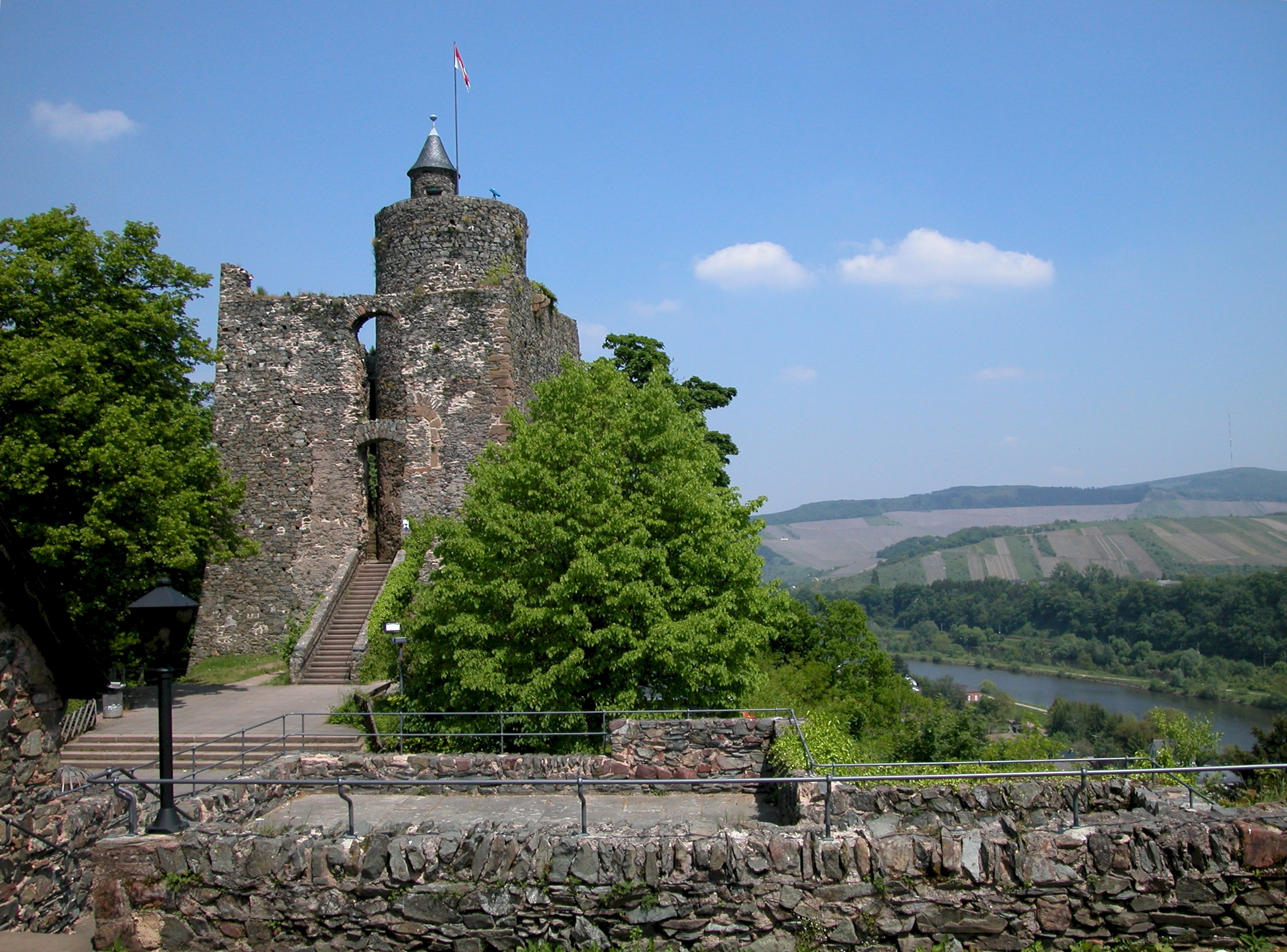
Die Saarburg

Das Amt Saarburg war ein Amtsbezirk in kurtrierischer Zeit sowie ein kommunaler Amtsbezirk im Kreis Saarburg bis zur Gebietsreform im Jahre 1970.

## Geschichte
Die kurtrierischen Amtsbezirke erwuchsen alle aus Burgen oder waren wie Saarburg schon Burgorte, nach denen die Amtsbezirke benannt wurden.
Im 14. Jahrhundert wurde die Burg Saarburg in der Stadt Saarburg Verwaltungssitz und Gerichtsstandort des Amtes Saarburg. Das Gebiet war in weiten Teilen identisch mit dem Gebiet des späteren Landkreises Saarburg in preußischer Zeit. 1354 wurde mit Peter von der Leyen der erste Amtmann des Amtes Saarburg ernannt, der in dieser Funktion die bisherigen Burggrafen ablöste.
1563 umfasste das Amt, das in die Stadt Saarburg, die Gaupflege, die Irscher Pflege und die Pflege Losheim aufgeteilt war, insgesamt 91 Orte. Nach Wegfall der Pflege Losheim 1778 zum neuen Amt Merzig verblieben noch 60 Orte. Zum Ende der kurtrierischen Zeit wurde 1801 das Gebiet des Amtes Saarburg an Frankreich angegliedert und gehörte zum Saardepartement mit Sitz in Trier.

## Zugehörige Orte
des kurtrierischen Amtes Saarburg
1. Ayl
2. Baldringen
3. Berg
4. Beuren
5. Beurig
6. Bibelhausen, heutiger Name Biebelhausen
7. Bilzingen
8. Boutschdorf, heutiger Name Butzdorf
9. Cahren, heutiger Name Kahren
10. Coenen, heutiger Name Könen
11. Collesleuken, heutiger Name Kollesleuken
12. Comblingen, heutiger Name Kommlingen
13. Crüttenach, heutiger Name Krettnach
14. Crufft
15. Cruffter Höf
16. Cruffter Oelmühle
17. Cruttweiler, heutiger Name Krutweiler
18. Cummeren, heutiger Name Kümmern
19. Dillmar, heutiger Name Dilmar
20. Essingen, heutiger Name Esingen
21. Faha
22. Filzen
23. Fromersbach, heutiger Name Frommersbach
24. Greimerath
25. Hamm
26. Helfand, heutiger Name Helfant
27. Henteren, heutiger Name Hentern
28. Irsch
29. Kellsen, heutiger Name Kelsen
30. Kesslingen
31. Kirf
32. Körrig
33. Lampaden
34. Mannebach
35. Merteskirch, heutiger Name Merzkirchen
36. Meurig, heutiger Name Meurich
37. Münzingen
38. Nennig
39. Niederleucken, heutiger Name Niederleuken
40. Niedermennig
41. Niederseer, heutiger Name Niedersehr
42. Niedersoest
43. Niederzerf
44. Oberleucken, heutiger Name Oberleuken
45. Obermennig
46. Oberseer, heutiger Name Obersehr
47. Obersoest
48. Oberzerf
49. Ockfen
50. Palzem
51. Paschel
52. Pellingen
53. Pertenbach, heutiger Name Perdenbach
54. Portz
55. Roehlingen, heutiger Name Rehlingen
56. Rommelfangen
57. Saarburg (Stadt)
58. Schönberg, heutiger Name Schömerich
59. Schuden, heutiger Name Schoden
60. Serrig
61. Sidlingen, heutiger Name Südlingen
62. Sintz, heutiger Name Sinz
63. Taweren, heutiger Name Tawern
64. Tetting, heutiger Name Tettingen
65. Trassem
66. Waweren, heutiger Name Wawern
67. Wies